# Karyn Bravo
Karyn Christina Losada Bravo, más conocida como Karyn Bravo (São Paulo, 9 de octubre de 1981), es una periodista y presentadora de televisión brasileña.

## Carrera
Licenciada en Pedagogía y Periodismo, con posgrado. Comenzó su carrera en 2003 en Rede Bandeirantes, como editora de noticias internacionales del Jornal da Band. Luego, asumió la edición y presentación del Pronóstico del Tiempo de los noticieros y de Notícias da Redação. Condujo también Primeiro Jornal, fue reportera y, eventualmente, presentadora del Jornal da Band, junto al periodista Ricardo Boechat.
En noviembre de 2008, Karyn fue contratada por SBT. Realizó reportajes especiales, entrevistas con candidatos presidenciales, participó de los cómputos electorales, sábados políticos, de las principales coberturas periodísticas y condujo los noticieros SBT São Paulo (2012), SBT Brasil (2009-2011), Jornal do SBT (2012- 2016) y Primeiro Impacto (2016). Editó y presentó SBT Notícias, hasta 2019, cuando fue despedida de la emisora.
En julio de 2019, se transfirió para TV Cultura, donde actualmente es presentadora del Jornal da Cultura.
Desde marzo de 2020, presenta el podcast Melhor da Vida (Mejor de la Vida), que aborda la salud y el bienestar, presentando entrevistas con especialistas y mezclando información y música de calidad (clásica, jazz e instrumental brasileña).

## Vida personal
Está casada desde 2012 con el cirujano dentista André Loureiro, con quien tiene dos hijos: Eduardo y Rafaela, nacidos en 2014 y 2018, respectivamente.